# Шелдон, Уильям Герберт
Уильям Герберт Шелдон (англ. William Herbert Sheldon; 19 ноября 1898 — 17 сентября 1977) — американский психолог и нумизмат, автор конституциональной теории темперамента и системы оценки сохранности монет.

## Конституциональная теория

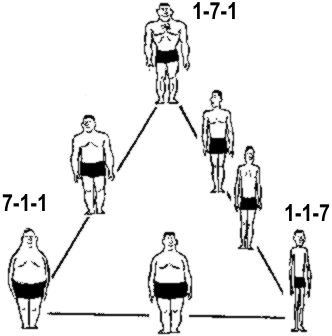
Система Шелдона: чистый эндоморф (7-1-1), чистый мезоморф (1-7-1), чистый эктоморф (1-1-7)

Как психолог Шелдон был пионером в области антропометрии; сортируя множество фотографий и измеряя множество обнажённых тел (в основном студентов Лиги плюща), Шелдон в 1940-е годы выделил три типа телосложений: эндоморфов, мезоморфов и эктоморфов. Количественная оценка каждого из трёх компонентов системы Шелдона определяется для каждого конкретного индивида так, что «1» представляет абсолютный минимум выраженности данного компонента, а «7» — абсолютный максимум. Для облегчения оценки соматотипов Шелдон в 1954 году издал специальный атлас; по его методике можно было избежать всяческих измерений в случае обладания тремя фотографиями человека в обнаженном виде — спереди, сбоку и сзади — и обладания опытом визуальной оценки.
- Чистый эндоморф (7-1-1) характеризуется наиболее шарообразными из возможных для человека формами — круглая голова, большой живот, много жира, тонкие запястья и лодыжки
- Чистый мезоморф (1-7-1) — это классический Геркулес с преобладанием костей и мышц. Количество подкожного жира минимально.
- Чистый эктоморф (1-1-7) — это долговязый человек. Подкожный жировой слой почти отсутствует, мускулатура неразвита.

Большинство людей не относится к крайним вариантам телосложения, в их телосложении в той или иной степени выражены все три компонента, и наиболее обычными соматотипами будут 3-4-4, 4-3-3, 3-5-2. Кроме того, отдельные части тела одного человека могут явственно относиться к разным соматотипам — такое несоответствие носит название дисплазии, однако в системе Шелдона она не учтена.
Система Шелдона была основой, началом изучения связи между деликвентным поведением и соматотипом — например, Шелдон утверждал, что мезоморфный компонент у мужчин-правонарушителей развит выше среднего. Большинство современных психологов не признают систему Шелдона.

## Оценка состояния монет
В 1940-е Шелдон издал работу, повлёкшую усовершенствование стандартов оценки сохранности монет, в которой использовал систему, сходную с системой теории телосложений. В этой работе, посвящённой ранним американским одноцентовым монетам и их коллекционированию, он сделал попытку более точно и тщательно оценивать их состояние с целью определения их коллекционной стоимости. Суть этой усовершенствованной системы оценки состояния монет, получившей впоследствии название системы или шкалы Шелдона (Sheldon scale), заключалась в различии гораздо большего количества степеней сохранности (градаций состояния) монет по сравнению с существовавшими тогда стандартами, разработанными ранее Американской Нумизматической Ассоциацией. Иными словами, система Шелдона различает более мелкие и тонкие степени и градации каждой из базовых степеней сохранности, которые были известны ранее. Со временем система Шелдона, набирая всё большую популярность, стала применяться не только в отношении ранних одноцентовиков, но и начиная с 1970-х годов, в отношении вообще любых монет.
Система Шелдона (англ. Sheldon scale) определяет состояние монеты по шкале от 1 до 70 баллов (1 балл соответствует практически полностью стёртой монете, а оценку в 70 баллов присваивают совершенно безупречной необращавшейся монете). Эта система оценки сохранности монет, получая в последние десятилетия всё большее распространение в мире, в слегка доработанном виде легла в основу стандартов, в соответствии с которыми производится оценка состояния и сертификация (так называемый «грейдинг») монет независимыми экспертными компаниями на современном нумизматическом рынке.

## Публикации
- William H. Sheldon, The varieties of human physique: An introduction to constitutional psychology (New York: Harper & Brothers, 1940).
- William H. Sheldon, Atlas of Men. New York: Harper and Brothers, 1954.
- William H. Sheldon, Early American Cents, 1793—1814. New York: Harper & Brothers, 1949.
- William H. Sheldon, Penny Whimsy: A Revision of Early American Cents, 1793—1814. New York: Harper & Row, 1958.